# Jonna Andersson

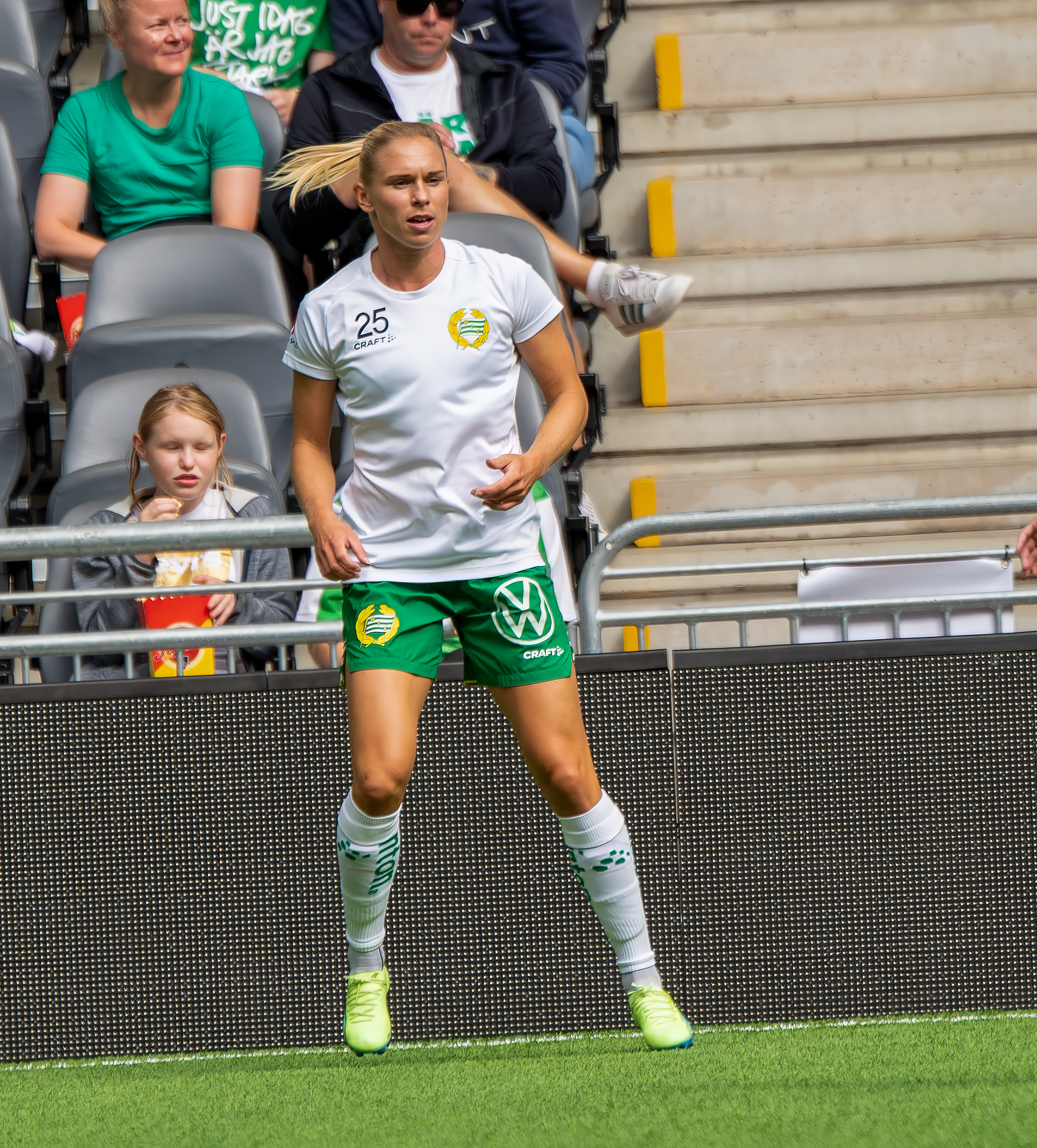
Jonna Andersson

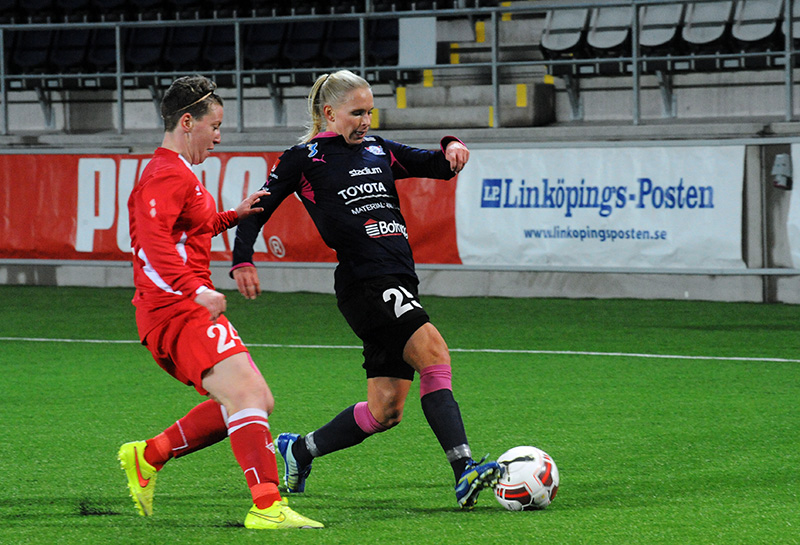
Jonna Andersson

Jonna Andersson ( Mjölby, Suecia; 2 de enero de 1993) es una futbolista sueca. Juega como Defensa y su equipo actual es el Chelsea F.C. de la FA Women's Super League de Inglaterra.

## Clubes
| Club          | País       | Año         |
| ------------- | ---------- | ----------- |
| Linköpings FC | Suecia     | 2009 - 2017 |
| Chelsea F.C.  | Inglaterra | 2018 - 2022 |

## Palmarés

### Títulos internacionales
| Título                     | Equipo | Sede  | Año  |
| -------------------------- | ------ | ----- | ---- |
| Juegos Olímpicos de Verano | Suecia | Tokio | 2020 |

(*) Incluyendo la Selección